# 吉見村 (兵庫県)
吉見村（よしみむら）は兵庫県の中東部、氷上郡に属していた村。現在の丹波市市島町の中心部、福知山線・市島駅の周辺にあたる。

## 地理
- 山岳：小富士山
- 河川：竹田川

## 歴史
- 1889年（明治22年）4月1日 - 町村制の施行により、北岡本村・上垣村・上田村・梶原村の区域をもって発足。
- 1955年（昭和30年）3月20日 - 竹田村・前山村・鴨庄村・美和村と合併して市島町が発足。同日吉見村廃止。

## 交通

### 鉄道路線
- 日本国有鉄道
  - 福知山線
    - 市島駅

### 道路
- 国道175号